# Henrik Hoghusen
Henrik Hoghusen, född 7 oktober 1624 i Stockholm, död 1 april 1684 i Stockholm, var en svensk ämbetsman. Han var son till Johan Hoghusen d.ä. och bror till Johan Hoghusen d.y.

## Biografi
Henrik Hoghusen föddes 1624 i Stockholm. Han var son till vinhandlaren Johan Hoghusen och Gertrud Huusman. Hoghusen blev 18 september 1639 student vid Uppsala universitet och senare sekreterare hos riksrådet och rikskanslern greve Erik Oxenstierna. Han blev 1656 sekreterare vid de underhandlingar, som ledde till traktaten i Weluau och blev 1657 sekreterare vid svenska kansliet i Polen. Hoghusen blev 1658 sekreterare vid fredsunderhandlingarna i Roskilde och 1659 legationssekreterare till Danmark. Därefter blev han satt i fängelse med lösgavs 1660 och blev sekreterare även vid den Köpenhamnska fredstraktaten 1660. Hoghusen blev 166 legationssekreterare i Clas Totts ambassad i Frankrike och adlades 17 oktober 1662 till Hoghusen. Han introducerades 1664 i Sveriges Riddarhus som nummer 709. Hoghusen blev 14 juni 1673 statssekreterare och fick 1673 kungliga majestäts tillstånd att föra konan ovanpå hjälmen av sitt adliga vapen. Han blev21 november 1674 kansliråd och var tillika från 17 juni 1680 häradshövding i Hälsingland. Hoghusen avled 1684 i Stockholm och begravdes i Sankt Nikolai kyrka. I kyrkan satte frun upp ett epitafium i marmor över honom.
Hoghusen blev efter långvariga utländska resor sekreterare hos Erik Oxenstierna och användes senare i samma egenskap vid flera av de viktigaste diplomatiska förhandlingarna under Karl X Gustav. Han åtföljde Karl XI under skånska kriget.

### Familj
Hoghusen gifte sig 25 april 1677 i Stockholm med Ursula Grotjohan (död 1728), dotter till handelsmannen Joakim Grotjohan och Anna Lyderts i Stockholm.